# Unterdießen
Unterdießen o también Unterdiessen es un pueblo de 1500 habitantes de la comarca o distrito (Landkreis) de Landsberg am Lech en la corrala o región administrativa (Regierungsbezirk) de Oberbayern en el sur oeste de Baviera, Alemania.